# Allen Jenkins

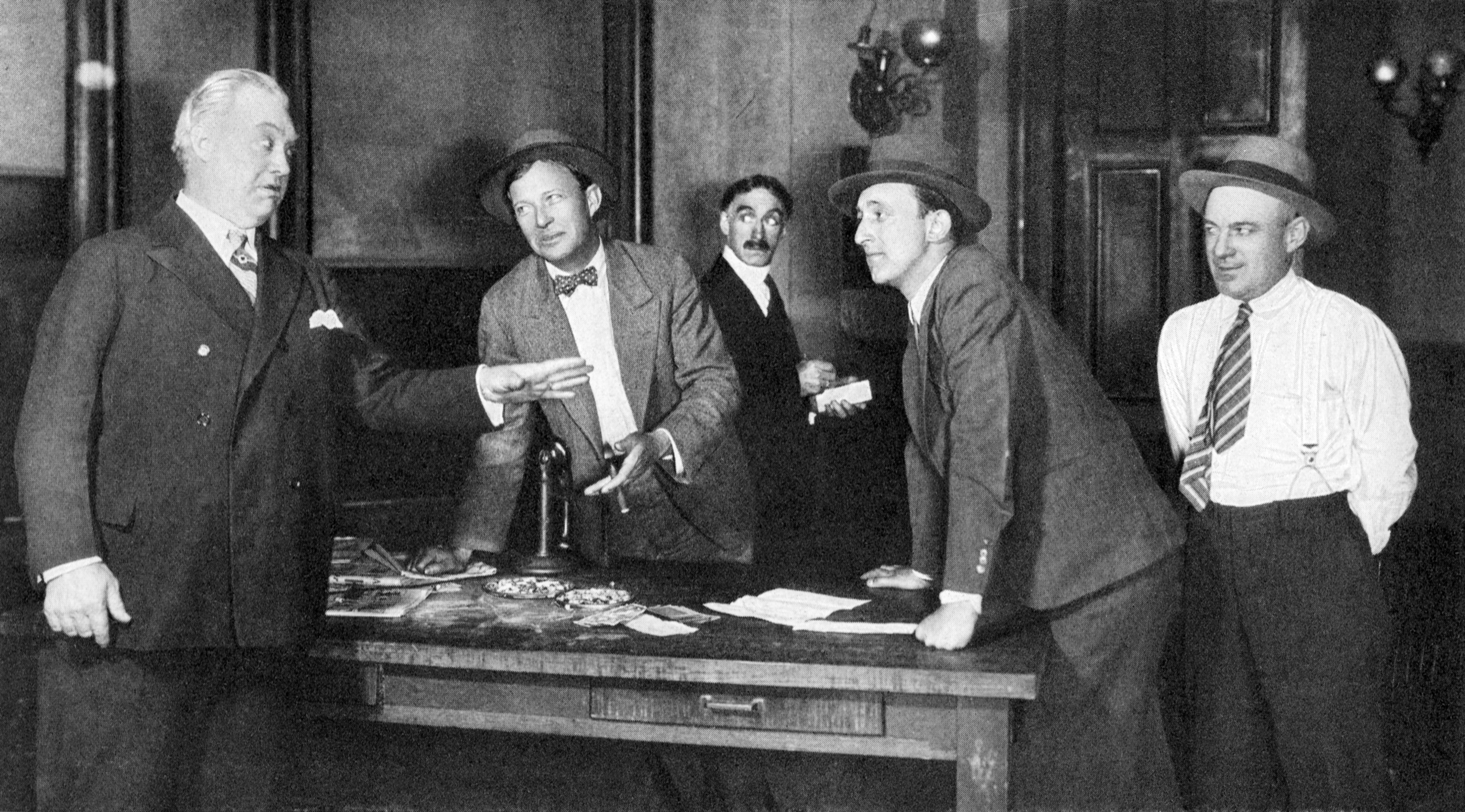
George Barbier, Willard Robertson, Claude Cooper, Allen Jenkins und William Foran (1928)

Allen Jenkins (* 9. April 1900 in Staten Island, New York als David Allen Curtis Jenkins; † 20. Juli 1974 in Santa Monica, Kalifornien) war ein US-amerikanischer Schauspieler.

## Leben und Karriere
Allen Jenkins Eltern arbeiteten als Schauspieler in Musicalkomödien in New York. Nach seinem Schulbesuch war Jenkins zunächst für die Vereinigten Staaten im Ersten Weltkrieg, später arbeitete er als Bühnenbildner. Durch diese Arbeit fand er erstes Interesse an der Schauspielerei und studierte bald darauf an der American Academy of Dramatic Arts. Sein Debüt am Broadway gab Jenkins mit 22 Jahren im Dezember 1922 im Stück Secrets, in den nächsten Jahren sollte er noch in weiteren Stücken am Broadway auftreten. 1928 spielte er in der Originalbesetzung des Broadwayhits The Front Page und 1931 ersetzte er Spencer Tracy für drei Wochen im Stück The Last Mile.
Sein Filmdebüt gab er 1931 im Kurzfilm Stright and Narrow, sein Durchbruch gelang Jenkins wenig später mit dem Gangsterfilm Jagd auf James A. sowie der Musicalkomödie Die 42. Straße. Meistens verkörperte er einfältig-komische Kerle mit dem Herzen am rechten Fleck; oftmals in Rollen als Gangster, Taxifahrer oder Polizist. Insgesamt trat Jenkins in den 1930er-Jahren in so vielen Filmen von Warner Brothers auf, dass man ihn scherzhaft den „fünften Warner Brother“ nannte. Er war befreundet mit seinen Filmkollegen James Cagney, Frank McHugh und Pat O’Brien, die auch zusammen als die „Irish Mafia“ bekannt waren. Ebenso war er ein Mitglied der Screen Actors Guild. 1939 hatte er an der Seite von Marlene Dietrich und James Stewart eine Nebenrolle in der Westernkomödie Der große Bluff. Parallel zu seinen beruflichen Erfolgen war Jenkins im Privatleben über längere Zeit Alkoholiker und konnte mit seinem Geld nur schlecht umgehen. Er ging mit seiner Krankheit in die Öffentlichkeit und gründete den ersten Verein der Anonymen Alkoholiker in Kalifornien.
Nach einem Einsatz im Zweiten Weltkrieg konnte Jenkins auch wegen seiner Alkoholprobleme an frühere Erfolge nicht mehr anknüpfen und musste sich meistens mit Auftritten in B-Filmen oder Fernsehserien begnügen. Im Fernsehen hatte er unter anderem eine Nebenrolle in der Sitcom Hey, Jeannie (1956). An der Seite von Doris Day und Rock Hudson trat er als Fahrstuhlführer in der Komödie Bettgeflüster (1959) auf. In den 1960er-Jahren litt Jenkins unter zunehmender Blindheit und konnte nur noch sporadisch als Schauspieler arbeiten, weil seine Bewegungsfreiheit am Filmset sowie auf Bühnen stark eingeschränkt war. Jenkins arbeitete zwischenzeitlich als Werkzeugmacher und Autoverkäufer, teilweise auch in Schwarzarbeit. Im Jahr 1974 gab Billy Wilder ihm einen kleinen Auftritt als Telegraphist in der Schlussszene seiner Komödie Extrablatt, einer Neuverfilmung des Stückes The Front Page, in dem Jenkins 46 Jahre zuvor in der Originalbesetzung mitgewirkt hatte.
Nur elf Tage nach dem Abdrehen dieser Szene starb Jenkins mit 74 Jahren an Lungenkrebs. Sein filmisches Schaffen umfasst über 165 Film- und Fernsehproduktionen zwischen 1931 und 1974. Er war verheiratet mit Mary Landee, mit der er drei Kinder hatte. Sein Leichnam wurde kremiert.

## Filmografie (Auswahl)
- 1931: The Girl Habit
- 1932: Menschen im Hotel (Grand Hotel)
- 1932: Three on a Match
- 1932: Jagd auf James A. (I Am a Fugitive from a Chain Gang)
- 1933: Employees’ Entrance
- 1933: Ein charmanter Schwindler (Hard to Handle)
- 1933: Die 42. Straße (42nd Street)
- 1933: King Kong und die weiße Frau (King Kong)
- 1933: The Keyhole
- 1933: The Mayor of Hell
- 1933: Verschollen in New York (Bureau of Missing Persons)
- 1934: Ein feiner Herr (Jimmy the Gent)
- 1934: The Case of the Howling Dog
- 1934: Ein schwerer Junge (The St. Louis Kid)
- 1935: The Case of the Curious Bride
- 1935: Page Miss Glory
- 1935: The Case of the Lucky Legs
- 1935: Broadway Hostess
- 1936: Kain und Mabel (Cain and Mabel)
- 1937: Ready, Willing and Able
- 1937: Mord im Nachtclub (Marked Woman)
- 1937: Ever Since Eve
- 1937: Sackgasse (Dead End)
- 1937: Ein Kerl zum Verlieben (The Perfect Specimen)
- 1938: Swing Your Lady
- 1938: Vier Leichen auf Abwegen (A Slight Case of Murder)
- 1938: Madame haben geläutet? (Fools for Scandal)
- 1938: Gold Diggers in Paris
- 1938: Das Doppelleben des Dr. Clitterhouse (The Amazing Dr. Clitterhouse)
- 1938: Überfall auf die Arctic Queen (Heart of the North)
- 1938: Going Places
- 1939: Five Came Back
- 1939: Der große Bluff (Destry Rides Again)
- 1940: Orchid, der Gangsterbruder (Brother Orchid)
- 1940: Tin Pan Alley
- 1941: Mr. X auf Abwegen (Footsteps in the Dark)
- 1941: Dive Bomber
- 1941: Die merkwürdige Zähmung der Gangsterbraut Sugarpuss (Ball of Fire)
- 1942: Tortilla Flat
- 1942: Ein Kuß zuviel (They All Kissed the Bride)
- 1942: Die Spur im Dunkel (Eyes in the Night)
- 1943: Stage Door Canteen
- 1945: Der Wundermann (Wonder Man)
- 1945: Die Dame im Zug (Lady on a Train)
- 1946: Meet Me on Broadway
- 1947: Rauhe Ernte (Wild Harvest)
- 1947: Der Senator war indiskret (The Senator Was Indiscreet)
- 1949: Die Todeskurve (The Big Wheel)
- 1951: Gangster unter sich (Behave Yourself!)
- 1952–1953: I Love Lucy (Fernsehserie, 3 Folgen)
- 1954: The Duke (Fernsehserie, 13 Folgen)
- 1954–1962: The Red Skelton Show (Fernsehserie, 11 Folgen)
- 1956–1957: Hey, Jeannie! (Fernsehserie, 26 Folgen)
- 1959: Bettgeflüster (Pillow Talk)
- 1961–1962: Superkater (Top Cat, Fernsehserie, 30 Folgen, Sprechrolle)
- 1963: Eine total, total verrückte Welt (It’s a Mad, Mad, Mad, Mad World)
- 1963: Der Preis (The Prize)
- 1964: Sieben gegen Chicago (Robin and the 7 Hoods)
- 1964: So bändigt man Eva (I’d Rather Be Rich)
- 1966: Solo für O.N.C.E.L. (The Man from U.N.C.L.E., Fernsehserie, 2 Folgen)
- 1967: Der Mann im grünen Hut (The Spy in the Green Hat)
- 1967: Batman (Fernsehserie, Folge 2x41)
- 1967: Doktor – Sie machen Witze! (Doctor, You’ve Got to Be Kidding!)
- 1971: Dr. med. Marcus Welby (Marcus Welby, M.D., Fernsehserie, Folge 2x17)
- 1971: Adam-12 (Fernsehserie, Folge 4x09)
- 1971–1972: Verliebt in eine Hexe (Bewitched, Fernsehserie, 4 Folgen)
- 1974: Extrablatt (The Front Page)